# Полоз малолускатий
Полоз малолускатий (Elaphe quadrivirgata) — неотруйна змія з роду Полоз-елаф (Elaphe) родини Полозові (Colubridae). Інші назви «японська чотирилінійна щуряча змія» та «японська смугаста змія».

## Опис
Загальна довжина досягає 110–150 см. Голова трохи витягнута, тулуб стрункий, хвіст короткий. Має 1 великий передочний, під яким знаходиться маленький підочний, розташований поміж 3 та 4 верхньогубними. Тім'яні щитки своїм передньонижнім краєм не торкаються нижніх заочноямкових. Добре виділяються 11 поздовжніх рядків спинної луски зі слабко виражені реберцями, дуже слабко помітними у молодих особин, а решта луски гладенька. На лусці є по 2 апікальні пори. Черевні щитки з боків черева не утворюють чіткого ребра. Навколо тулуба є 19 рядків луски. У самців черевних щитків — 195–215, у самок — 195–197. Підхвостовий щитків — 77-99 пар.
Уздовж боків тулуба проходять 4 яскраві темні смуги, відсутні лише у меланістів. Черево оливкового або рожевого забарвлення, у меланістів — темно-сірого з металевим блиском. Молоді полози мають шоколадне забарвлення й чіткий контрастний малюнок, який з віком зникає. Райдужна оболонка очей темно-червона, а у меланістів — чорна. За межі черевних щитків й бічної луски тулуба проходять 2 світлі нечіткі смужки. На острові Кунашир зустрічаються три кольорні полози: червонувато-коричневий, сірувато-зеленуватий й чорний. У чорних особин є біле забарвлення на горлі або з боків голови. Такі меланісти можуть складати до однієї третини популяції.

## Спосіб життя
Полюбляє розріджений бамбук, різнотрав'я, чагарники, узлісся, морське узбережжя, схили вулканів, місцини близько геотермальних джерел. Зустрічається на висоті до 350 м. Активний до кінця вересня — жовтня. Харчується жабами, зміями, іноді особинами свого виду, дрібними гризунами або птахами.
Це яйцекладна змія. Парування відбувається у травні, а відкладання яєць — на початку серпня. Самка відкладає 6-10 яєць розміром (12—16)×(35—40) мм.

## Розповсюдження
Мешкає на Японських островах, курильському острові Кунашир (Росія).